# Visso
Visso is een gemeente in de Italiaanse provincie Macerata (regio Le Marche) en telt 1215 inwoners (31-12-2004). De oppervlakte bedraagt 99,7 km², de bevolkingsdichtheid is 12 inwoners per km².

## Demografie
Visso telt ongeveer 540 huishoudens. Het aantal inwoners daalde in de periode 1991-2001 met 11,6% volgens cijfers uit de tienjaarlijkse volkstellingen van ISTAT.
| Jaar | Inwoneraantal |
| ---- | ------------- |
| 1991 | 1331          |
| 2001 | 1177          |

## Geografie
Visso grenst aan de volgende gemeenten: Acquacanina, Castelsantangelo sul Nera, Cerreto di Spoleto (PG), Fiordimonte, Foligno (PG), Monte Cavallo, Pieve Torina, Preci (PG), Sellano (PG), Serravalle di Chienti, Ussita.

## Impressie

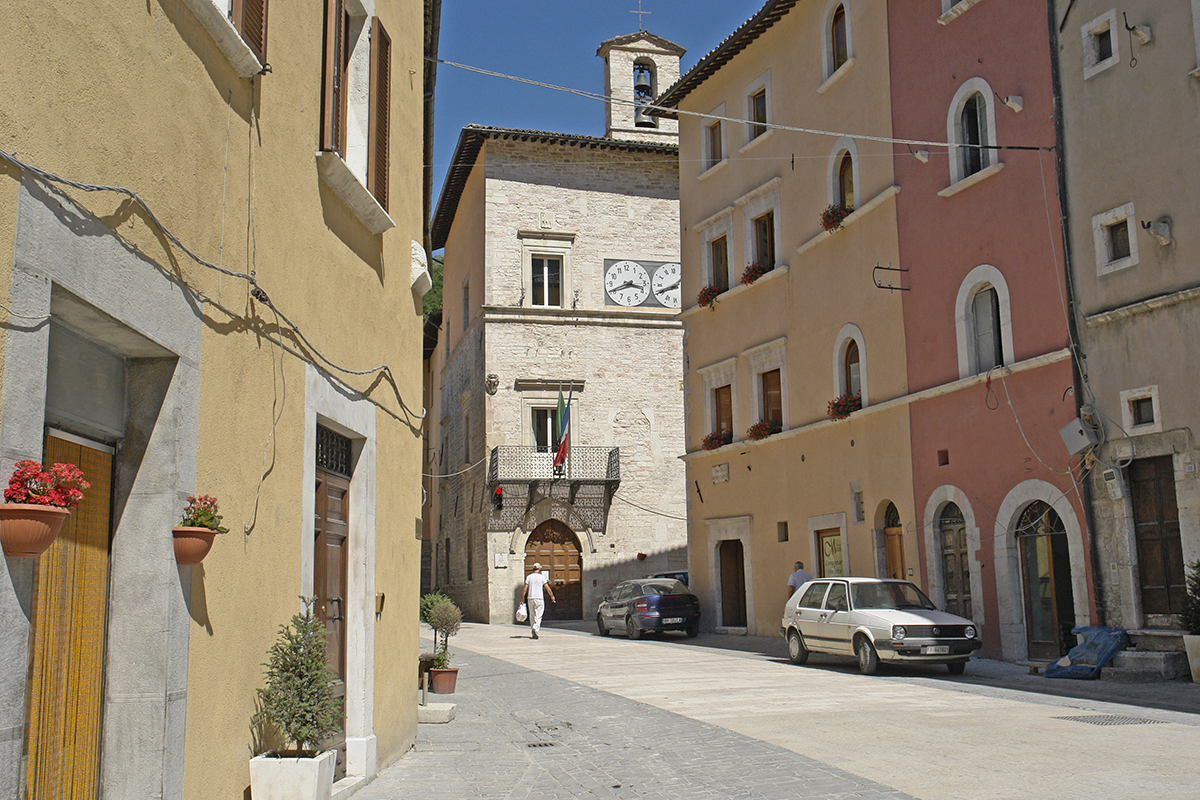
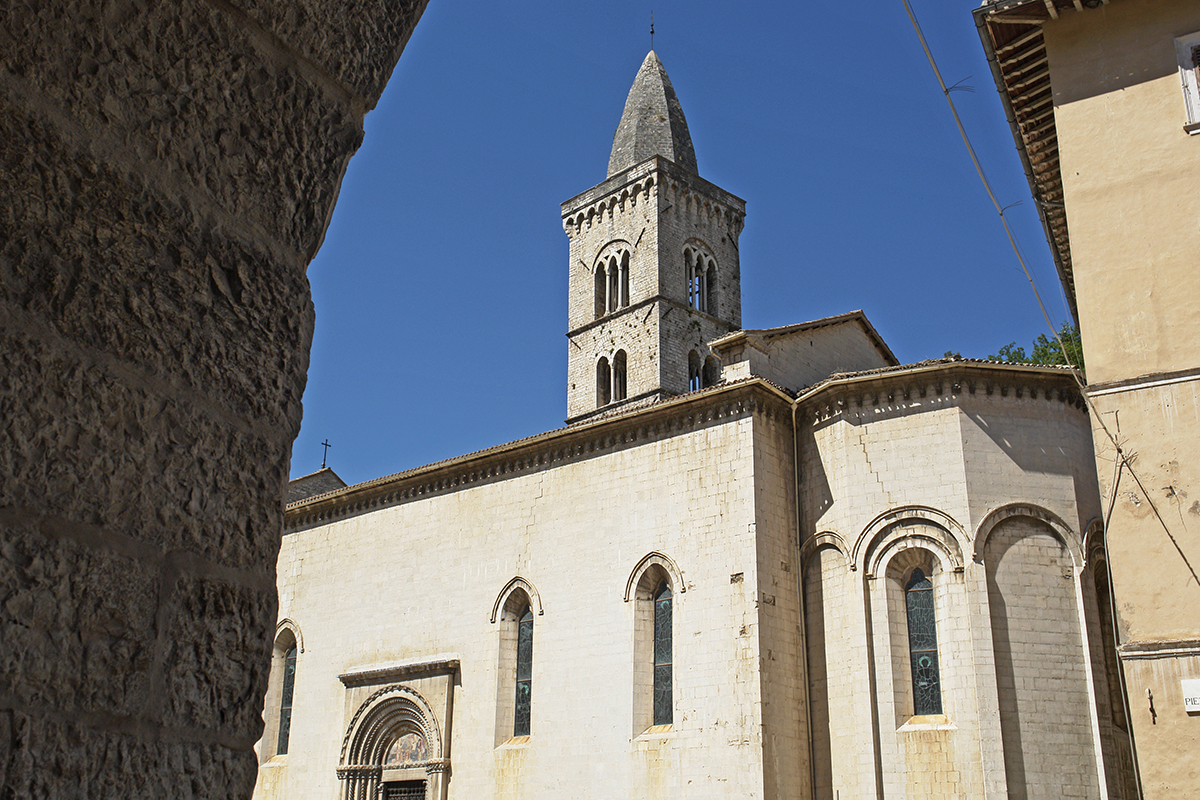